# Dana Gould
Pour les articles homonymes, voir Gould.
Dana Jonathan Gould est un humoriste, acteur, scénariste et producteur américain né le 24 août 1964 à Hopedale au Massachusetts.

## Filmographie

### Scénariste

#### PourLes Simpson
| Année | Titre                       | Titre original                              | Saison | Épisode | Réalisateur       |
| ----- | --------------------------- | ------------------------------------------- | ------ | ------- | ----------------- |
| 2001  | Les Maux de Moe             | Homer the Moe                               | 13     | 3       | Jen Kamerman      |
| 2002  | Flic de choc                | Poppa's Got a Brand New Badge               | 13     | 22      | Pete Michels      |
| 2003  | Homer patron de la centrale | C.E.D'oh                                    | 14     | 15      | Mike B. Anderson  |
| 2003  | Sois belle et tais-toi !    | The President Wore Pearls                   | 15     | 3       | Mike B. Anderson  |
| 2005  | Bébé Nem                    | Goo Goo Gai Pan                             | 16     | 12      | Lance Kramer      |
| 2006  | Bart a deux mamans          | Bart Has Two Mommies                        | 17     | 14      | Michael Marcantel |
| 2007  | La Marge et le Prisonnier   | I Don't Wanna Know Why the Caged Bird Sings | 19     | 4       | Bob Anderson      |

#### Autres
- 1994 : Limboland (1 épisode)
- 1995 : Gex
- 1996 : Saturday Night Special (6 épisodes)
- 1996 : Get Serious: Seven Deadly Sins (6 épisodes)
- 1997 : Un-Cabaret
- 1998 : Gex: Enter the Gecko
- 1998 : Super Adventure Team
- 1998 : Break on Through with JFK
- 1999 : The Mike O'Malley Show (1 épisode)
- 2000 : Stark Raving Mad (1 épisode)
- 2003 : Soul Mates
- 2009 : Dana Gould: Let Me Put My Thoughts in You.
- 2010 : Tomorrow Is Tonight
- 2011 : 63e cérémonie des Primetime Emmy Awards
- 2012 : UnCabaret (1 épisode)
- 2012 : Comedy Central Roast of Roseanne
- 2013 : Dana Gould: I Know It's Wrong
- 2014 : Cristela (1 épisode)
- 2016 : Stan Against Evil (1 épisode)

### Producteur
- 1998 : Super Adventure Team
- 2001-2008 : Les Simpson (146 épisodes)
- 2009-2010 : Parks and Recreation (14 épisodes)
- 2012 : Beast Wishes
- 2013 : Dana Gould: I Know It's Wrong
- 2016 : Stan Against Evil (1 épisode)

### Acteur
- 1992-1993 : The Ben Stiller Show : Grady, Jim Morrison et autres personnages (5 épisodes)
- 1993 : Doug (1 épisode)
- 1993 : Morning Man at 88.0
- 1994 : Limboland
- 1995 : MADtv : Newt Gringrich (1 épisode)
- 1995 : Gex : Gex
- 1996 : Get Serious: Seven Deadly Sins (6 épisodes)
- 1996 : Juicehead : Buzz
- 1996 : Une nounou d'enfer : Josh Bassin (1 épisode)
- 1996 : Roseanne : Chip (1 épisode)
- 1996 : Sabrina, l'apprentie sorcière : Monty (1 épisode)
- 1996 : Président ? Vous avez dit président ? : l'homme sandwich à la convention du livre
- 1996-1997 : Ellen : Mike (2 épisodes)
- 1997 : Susan! : Mike (1 épisode)
- 1997 : Drôles de pères : le groom
- 1997 : Seinfeld : Frankie (1 épisode)
- 1997 : Courting Courtney : Nick Hastings
- 1997 : Un nouveau départ pour la Coccinelle : Rupert
- 1997-1998 : Working : Jimmy Clarke (21 épisodes)
- 1998 : Gex: Enter the Gecko : Gex
- 1998 : Super Adventure Team : l'ingénieur en chef
- 1998 : I Woke Up Early the Day I Died : le boulanger du carnaval
- 1998 : Un gars du Queens : un type (1 épisode)
- 1998 : Break on Through with JFK
- 1999 : Dill Scallion : Ernie
- 1999 : Gex contre Dr. Rez : Gex
- 1999 : Mystery Men : Squeegeeman
- 1999 : Ultimate Trek: Star Trek's Greatest Moments : Dr McCoy
- 2000 : The Independent : une victime
- 2000 : Sham : le père sur la photo
- 2000-2001 : Clerks : Les Employés modèles (2 épisodes)
- 2001 : Late Friday : le présentateur (2 épisode)
- 2002-2016 : Les Simpson : plusieurs personnages (5 épisodes)
- 2003 : Girls Will Be Girls : Jeff
- 2003 : Dumb and Dumberer : Quand Harry rencontra Lloyd : M. Moffitt
- 2004 : Le Roi de Las Vegas (2 épisodes)
- 2006 : Molly: An American Girl on the Home Front
- 2007 : Chasing Robert : le thérapeute
- 2008 : The Adventures of Baxter and McGuire: The Boss
- 2008 : Cinematic Titanic: The Wasp Woman : Biddy Rich
- 2010 : The United Monster Talent Agency : le loup-garou
- 2010 : True Jackson (1 épisode)
- 2010 : Les Griffin : lui-même (1 épisode)
- 2011 : Parks and Recreation : l'homme qui réclame la mort (1 épisode)
- 2012 : Margot Rourke and the Boys Club : Archibald Vandersloot
- 2013 : Maron : lui-même (1 épisode)
- 2013 : Anger Management : Todd (1 épisode)
- 2013 : Romantic Encounters with Melinda Hill (1 épisode)
- 2013 : Wendell & Vinnie : M. Middleton (2 épisodes)
- 2013 : Mob City : Tug Purcell (6 épisodes)
- 2014 : International Ghost Investigators (1 épisode)
- 2015 : Tales of Halloween : Boris
- 2015 : Southbound : Raymond Kensington
- 2016 : Monstrkyd Manor : Kolp